# Мамонов Петро Миколайович
Петро Миколайович Мамонов (рос. Пётр Николаевич Мамонов; 14 квітня 1951, Москва, СРСР — 15 липня 2021, Москва, Росія) — російський рок-музикант, актор, поет. Відомий як музикант гурту «Звуки Му», автор кінофільмів і спектаклів.

## Життєпис
Петро Мамонов народився 14 квітня 1951 року в Москві. Ріс в інтелігентній родині: батько був інженером, фахівцем з доменних печей, мати — перекладачкою з скандинавських мов.
Дитинство провів у Великому Каретному провулку, будинок 17, в тому ж дворі, де дорослішав Володимир Висоцький. В молодості часто перебував в середовищі московських хіпі і в ході одного з конфліктів дістав ножове поранення, що залишило шрам на грудях, який можна спостерігати у кінострічках. Від армії відкосив, прикинувшись божевільним — проходив обстеження в психіатричній лікарні і був визнаний непридатним до служби.
Після закінчення школи Петро Мамонов навчався в поліграфічному технікумі, потім вступив до Московського поліграфічного інституту на редакторський факультет, але протримався там тільки до третього курсу. Протягом десяти років він встиг змінити безліч різних професій: працював складачем у друкарні, коректором і завідувачем відділом листів в журналі «Піонер», банщиком-масажистом, ліфтером, вантажником в продуктовому магазині, кочегаром в котельні на теплоелектроцентралі, а також перекладачем англійської (Джон Клер, Роберт Бріджес), датської, норвезької та шведської поезії для публікації в поетичних антологіях (останню спеціальність він успадкував від матері).

### «Звуки му»
У 1980 році створив власну рок-групу з молодшим братом Олексієм Бортничуком, клавішника Павла Хотіним і бас-гітаристом Липницьким, яка згодом стане відома як «Звуки Му».
На початку 1984 року «Звуки Му» вперше виступили на сцені. У 1985 році група пройшла прослуховування перед журі Московської рок-лабораторії, державної організації, що дозволяла брати участь у великих концертах легально. Крім того, із кар'єрних міркувань, Мамонов підписав колективний лист із осудом музикантів, що виступали підпільно.
Починаючи з 1987 року Мамонов активно гастролював, в лютому його група вперше виступила в Ленінграді, зігравши на розігріві у «Зоопарку» і удостоїлися стриманих оплесків. Після цієї події великі статті про «Звуки Му» з'явилися в місцевій підпільної рок-пресі, в тому числі в журналі «Ріо».
У середині 1988 року гурт записав два студійні альбоми «Прості речі» і «Крим», причому в перший увійшли всі ранні пісні Мамонова, тоді як другий містив вже новий матеріал. Восени почалися закордонні гастролі «Звуків Му» в Угорщині та Італії. Тоді ж Мамонов ползнайомився з Браяном Іно, який запропонував Мамонову контракт на випуск альбому і тур по країнах далекого зарубіжжя. На початку 1989 року колектив гастролював у Франції, Німеччині, Великій Британії, по східному узбережжю США.

### «Мамонов і Олексій», нові «Звуки Му»
Незважаючи на популярність, після приїзду з Америки Мамонов несподівано оголосив про розформування групи. З усіх учасників колективу він залишив біля себе тільки брата-гітариста, вирішивши виступати в форматі дуету «Мамонов и Алексей».
У 1990 році була заснована власна студія звукозапису «Отделение Мамонов», проте через складний характер Мамонова, ця студія не мала успіху.
Поступово Петро Мамонов привертав до групи нових людей і незабаром відродив «Звуки Му», доповнивши дует з братом бас-гітаристом Євгеном Казанцевим і барабанщиком Андрієм Надольським. У 1993 році був випущений альбом «Грубий захід», який істотно відрізнявся за звучанням від минулої творчості групи. Однак атмосфера в колективі, незважаючи на порівняно успішні виступи, була не дуже гарною і після видання експериментального вінілу «Жизнь амфибий, как она есть» (1996) «Звуки Му» остаточно розпалися.

### Початок акторської кар'єри
У 1987-1988 роках знімався у казахському радянському фільмі "Голка".
У першій половині 1990-х років Мамонов все більше схилявся до участі в кіно і театральних виставах. Важливим кроком на цьому шляху стала роль саксофоніста-алкоголіка у фільмі Павла Лунгіна «Таксі-блюз». Фільм був відзначений нагородою за кращу режисуру на Каннському кінофестивалі, Мамонов номінувався на кращу чоловічу роль премії «Ніка», але статуетка тоді дісталася Інокентію Смоктуновському.
Дебют Петра Мамонова як театрального актора відбувся в Московському драматичному театрі ім. К. С. Станіславського, де з 1992 року разом з режисером Олегом Бабицьким і актором Денисом Бургазліевим він ставив спектакль «Лисий брюнет». Спектакль йшов досить успішно протягом декількох років. Одночасно з роботою в театрі тривали зйомки в кіно, на екрани вийшли два фільми за участю Мамонова: «Терра інкогніта» (1994) і «Час печалі ще не прийшов» (1995).

### Перші моновистави
В 1995 році Мамонов переїхав жити в село Єфанова Наро-Фомінського району Московської області та захопився православ'ям.
Головним художнім проектом на цьому етапі є спектакль «Чи є життя на Марсі?» за мотивами одноактної п'єси А.Чехова «Пропозиція». Музичний супровід цієї вистави характеризується мінімалістичними звуками гітари, артист виходив на сцену під попередньо записану мінусовку і виголошував свої репліки в формі речитативу. Спектакль йшов переважно в тому ж театрі Станіславського з 1997 року по 2001-й, згодом вийшов на DVD у вигляді компіляції змонтованих аматорських зйомок. Також в цей період вийшли два диски де-факто неіснуючої групи «Звуки Му»: альбом з невиданими раніше треками «Шкура невбитого» (1999) і збірка вибраних композицій «Набрав хороших на один компакт» (2000).
Наступний проект Мамонова, що почався в 2001 році і отримав назву «Шоколадний Пушкін», спочатку був випущений в форматі музичного альбому, а потім з'явився у вигляді моновистави. Жанр цього свого твору автор охарактеризував як «літ-хоп»: літературний текст, прочитується зі сцени в стилістиці хіп-хопу або, точніше, тріп-хопу. Вистава у вигляді «літературних вечорів» йшла більше чотирьох років, востаннє була показана в Театрі естради в 2005 році.
Також в 2002 році вийшов абстрактний альбом «Електро Т», який не знайшов втілення на сцені. Більшість композицій тут є інструментальні партії, наповнені сторонніми шумами і «неідентифікованим, невиразним чавканням»

### 2000-ні
Після «Життя на Марсі» і «Шоколадного Пушкіна» Мамонов довго не міг приступити до розробки наступного спектаклю через те, що боявся самокопіювання. Щоб уникнути повторення, він запропонував зайнятися цією справою своїм новим друзям по фільму «Пил», сценаристці Марині Потапової і акторові Олексію Подольському із залученням артгрупи «Сліпі». На базі двох альбомів «Миші 2002» і «Зелененький» вони підготували так званий балет «Миші, хлопчик Кай і Снігова королева», в якому Мамонов виконував свої пісні, а інші учасники вистави мовчки показували пантоміму.
У 2003 році Мамонов виступив у передачі «Земля-Повітря» в прямому ефірі на каналі ТВС, де під гітару виконував деякі старі пісні «Звуків Му», а в перервах спілкувався з музичними критиками провідних радіостанцій країни. Виступ пізніше випустили окремо на DVD.
Зловживання наркотиками і алкоголем почало негативно позначатись на здоров'ї П. Мамонова і на одній з вистав у 2003 році він впав на сцені прямо під час виступу і в стані коми був доставлений в психіатричну клініку імені Корсакова, де проходив курс реабілітації від алкогольної залежності. Переживання з цього приводу відбилися у виданому того ж року альбомі «Великое молчание вагона метро».

### «Острів»
У 2006 році Мамонов знявся в новому фільмі Лунгіна «Острів», де зіграв старця-цілителя Анатолія — юродивого ченця, який в юності під час війни розстріляв одного і вже багато років в монастирі намагається відмолити гріхи. Підготовкою цього фільму переймався особисто очільник РПЦ Алексій II. Прем'єрні покази на території Росії цього фільму мали значний успіх, стрічка була удостоєна численних премій і нагород, в тому числі взяла шість статуеток «Ніка» і шість «Золотих орлів», а сам Мамонов отримав призи за кращу чоловічу роль цих двох кінопремій, премію «Своя колія» за внесок у відродження православної культури, премію «Жорж» і ще кілька менш значимих нагород.

### 2010-ті
На хвилі успіху Лунгін покликав артиста в наступний свій фільм «Цар», зіграти роль Івана IV Грозного. Попри значний бюджет, картина вже не мала великого успіху, а кінокритики зійшлися на думці, що Мамонов погано підходить на роль царя.
Починаючи з 2008 року Мамонов видає збірки своїх поетичних афоризмів «закарлючки», короткі вислови на релігійну тему. У 2010 році взяв участь в проекті «Голка Remix», прочитав лекцію про шкоду алкоголізму.
У 2011 році відновив співпрацю з художньої групою СВОІ2000, зігравши у фільмі «Шапіто-шоу», та у відеокліпі «Мамон + Лобан».
В кінці 2012 року Мамонов після довгої перерви повернувся на театральну сцену з новим моноспектаклем «Дід Петро і зайці». З 28 серпня 2014 року — ведучий авторської програми «Золота полиця» на радіостанції «Ехо Москви».
19 лютого 2015 року на офіційному сайті Мамонов зібрав новий склад. Група буде називатися «Абсолютно нові Звуки Му». До групи крім Петра Мамонова увійшли: Грант Мінасян — барабани; Ілля Урезченко — бас; Алекс Грицкевич — електроніка, клавішні; Слава Лосєв — духові, клавішні. В цьому складі гурт створив музичний спектакль «Приключения Незнайки».
У листопаді 2015 року стало відомо про участь Петра Мамонова в зйомках фільму «Ієрей-сан» поряд з такими акторами, як Іван Охлобистін, Надія Маркіна, Ігор Жижикін, Петро Федоров і Кері-Хіроюкі Тагава.

## Відмова на в'їзд в Україну
У грудні 2020 року отримав відмову на в'їзд до України строком на 3 роки. Причиною відмови стало незаконне відвідування П.Мамоновим тимчасово окупованого Криму.

## Роботи
| - 1988 — Простые вещи - 1988 — Крым - 1989 — Zvuki Mu - 1991 — Транснадёжность - 1995 — Грубый закат - 1996 — Жизнь амфибий, как она есть - 2000 — Шоколадный Пушкин - 2002 — Электро Т - 2003 — Мыши 2002 - 2003 — Зелёненький - 2003 — Великое молчание вагона метро - 2005 — Сказки братьев Гримм - 1995 — «Инструментальные вариации» - 1995 — «Грубый закат. Dance Mix» - 1997 — «Легенды русского рока» (Звуки Му) - 1999 — «Шкура неубитого» - 2000 — «Набрал хороших на один компакт» - 2002 — «Шкура неубитого 2» - 1992 — «Мамонов и Алексей» - 1994 — «Русские поют» - 1996 — «П. Мамонов 84—87» - 2011 — «Одно и то же» | - 1992—1995 — Лисий брюнет - 1995—1997 — Полковнику ніхто не пише - 1997—2001 — Чи є життя на Марсі? - 2001—2005 — Шоколадний Пушкін - 2003—2005 — Миші, хлопчик Кай і Снігова Королева - 2005—2008 — Миші плюс зелененький - 2012—2015 — Дід Петро і зайці - 2005 — Чи є життя на Марсі? - 2005 — Шоколадний Пушкін - 2006 — Миші, хлопчик Кай і Снігова королева - 2008 — Грубий захід у Києві - 2008 — Олексій in USA / МА — Cutz - 2011 — Мамон + Лобан - 2004 — Поети російського року - 2005 — Птах Зу - 2008 — Закорючки. I-ий том - 2009 — Закорючки. II-ий том - 2010 — Закорючки. III-ий том - 2011 — Закорючки. IV-ий том - 2013 — Закорючки. V-ий том |

### фільмографія
| Рік  |     | Назва                        | Роль                                         |
| ---- | --- | ---------------------------- | -------------------------------------------- |
| 1986 | док | Стоит лишь тетиву натянуть…  | камео                                        |
| 1988 | док | Хау ду ю ду                  | камео                                        |
| 1988 | ф   | Голка                        | Артур Юсупович, хирург, поставщик наркотиков |
| 1990 | ф   | Такси-блюз                   | Алексей Селивёрстов, саксофонист             |
| 1991 | ф   | Нога                         | Николай, старший брат Мартына                |
| 1991 | ф   | Анна Карамазофф              | собеседник на сгоревшей кухне                |
| 1994 | ф   | Терра инкогнита              | незнакомец                                   |
| 1995 | ф   | Час печалі ще не прийшов     | Мефодий, геодезист                           |
| 2004 | мс  | Клара, Дора. 2 бешеные бабки | Дора                                         |
| 2005 | ф   | Пыль                         | профессор Пушкарь                            |
| 2005 | кор | Случайный взгляд             | Жачев, житель «котлована»                    |
| 2006 | ф   | Острів                       | отец Анатолий                                |
| 2009 | ф   | Цар                          | Иван Грозный                                 |
| 2010 | ф   | Голка Remix                  | Артур Юсупович, хирург, поставщик наркотиков |
| 2011 | ф   | Шапито-шоу                   | Пётр Николаевич, отец                        |
| 2011 | док | Мамон + Лобан                | камео                                        |
| 2011 | док | Люди Таймыра                 | закадровый текст                             |
| 2013 | с   | Попіл                        | деда Лёва, уголовный авторитет               |
| 2014 | ф   | Иерей-Сан                    | Шатун, житель деревни                        |
| 2017 | кор | Чай                          | дед Николай                                  |
|      |     |                              |                                              |

## Призи та нагороди
- 2003 — премія «Нашого радіо» «ПобоRoll» за внесок в розвиток живої музики.
- 2006 — приз кінофестивалю «Московська прем'єра» за кращу чоловічу роль у фільмі «Острів».
- 2006 — приз кінопремії «Золотий орел» за кращу чоловічу роль у фільмі «Острів» [106] .
- 2006 — приз кінопремії «Ніка» за кращу чоловічу роль у фільмі «Острів».
- 2006 — приз XIV Фестивалю російського кіно в місті Онфлер за кращу чоловічу роль у фільмі «Острів» [108] .
- 2006 — премія «Своя колія» за внесок у відродження православної культури Росії.
- 2007 — приз інтернет-кінопремії «Жорж» у номінації «кращий російський актор» за фільм «Острів».